# Want U Back
A Want U Back egy dal Cher Lloyd brit énekesnőtől debütáló, Sticks + Stones című albumáról. 2012. február 19-én jelent meg az album harmadik kislemezeként. A kislemezes változaton Astro is közreműködik. Shellback és Savan Kotecha írta, producere Shellback volt.

## Háttér
Cher 2011. december 15-én jelentette be, a Want U Back a Sticks + Stones harmadik kislemezeként jelent meg. December 22-én bemutatta a kislemez borítóját. Cher elsősorban az Egyesült Államokban szeretne befutni.

## Videóklip
A dalhoz tartozó videóklip 2012. január 6-án került fel YouTube-ra. Los Angeles-ben forgatták a videóklipet, melyben Cher volt barátjáról, és annak új barátnőjéről énekel. A klipben Lloyd szabotálja az új kapcsolatot: az egyik jelenetben például pattogatott kukoricát dobál a párhoz, a másikban vízzel önti le őket. Astro is megjelenik a videóban, a klip végén viszont Cher jelenik meg, aki helikopterszerű hangokat idéz elő.

## Számlista és formátumok
- Digitális letöltés[1]

1. Want U Back (közreműködik Astro) – 3:43
2. Want U Back (Radio Edit) – 3:33
3. Want U Back (Acoustic Version) – 3:29
4. Want U Back (Cahill Remix) – 5:52
5. Want U Back (Pete Phantom Remix) – 3:55

- CD kislemez

1. Want U Back (közreműködik Astro) – 3:43
2. Want U Back (Cahill Remix) – 5:52

## Kereskedelmi fogadtatás
A brit kislemezlistán 2011. november 19-én jelent meg a dal: 194. helyen debütált. 2012. január 21-én ismét megjelent a listán, a videóklip megjelenése után 56. helyezést ért el. Az ezt követő héten 26. lett, mellyel harmadik top 40-es kislemeze lett az énekesnőnek a Want U Back.

## Megjelenések
| Ország             | Dátum             | Formátum           |
| ------------------ | ----------------- | ------------------ |
| Egyesült Királyság | 2012. február 26. | Digitális letöltés |
| Egyesült Királyság | 2012. február 27. | CD kislemez        |